# Mullus argentinae
 Mullus argentinae  és una espècie de peix de la família dels múl·lids i de l'ordre dels perciformes.

## Morfologia
Els mascles poden assolir els 30 cm de longitud total.

## Distribució geogràfica
Es troba des del Brasil i l'Uruguai fins al nord de l'Argentina.